# Colin McRae
Colin McRae, MBE (5. srpna 1968 – 15. září 2007) byl pátým nejúspěšnějším automobilovým závodníkem historie rallye v počtu vyhraných podniků, za Carlosem Sainzem, Marcusem Gronholmem , Sébastienem Ogierem a Sébastienem Loebem. Pocházel z rodiny závodníků ze skotského města Lanark. Jeho otec Jimmy McRae je pětinásobný vítěz Britské rallye. Colin McRae vybojoval titul Mistra světa automobilových soutěží v roce 1995, jako celkově druhý skončil v letech 1996, 1997 a 2001, třetí v roce 1998. Byl členem týmů Subaru, Citroën, Ford a Škoda. Po jeho prvním získaném titulu se na trhu objevila počítačová hra Colin McRae Rally. V roce 2007 zahynul při nehodě helikoptéry.

## Závodní kariéra

### Začátky
První závod, kterého se zúčastnil, byla amatérská soutěž s vypůjčeným vozem Avenger 1600. Tu dokončil na čtrnácté pozici. V roce 1985 si pořídil vlastní vůz Talbot Sunbeam. V posledním závodě sezony havaroval, ale v následujícím roce se zúčastnil kompletního skotského šampionátu. Spolujezdcem mu byl Ian Grindrod, dřívější spolujezdec slavných jezdců jako Henri Toivonen nebo Tony Pond. V šampionátu měl několik havárií, nakonec skončil osmnáctý, ale získal ocenění Snaživec roku. Vystřídal několik spolujezdců a pro další rok se domluvil s Derekem Ringerem. Na konci sezony 86 také získal nový vůz Vauxhall Nova a dokonce i vlastní sponzory. V následujícím roce se poprvé zúčastnil soutěže mistrovství světa, konkrétně na švédské rally. Nakonec skončil třetí ve své třídě a šestatřicátý celkově. Stejné umístění ve skupině zopakoval i na britské RAC rallye 1987. Národní šampionát ve své třídě vyhrál.
V roce 1988 vyhrál první závod národního šampionátu a otec mu pořídil nový závodní vůz Ford Sierra Cosworth. Spolujezdkyni na této soutěži mu dělala Alison Hamilton, která se později stala jeho ženou. S novým vozem dvakrát vyhrál a dvakrát dojel druhý a stal se nejmladším skotským šampionem. Součástí výhry byl i start s vozem Peugeot 205 GTI na RAC rallye 1988, tu ale nedokončil kvůli technickým problémům. V roce 1989 se opět vydal na trať švédské rally, kde dojel patnáctý a také startoval na Rallye Nový Zéland 1989, kde dojel pátý. Pak startoval dvakrát i proti otci. Na Manx rally ho vyřadila technická závada, ale na Audi Sport rally otce porazil a dojel třetí. na konci sezony pak kvůli havárii nedokončil britskou RAC rallye 1989. Pro sezonu 1990 měl připraven nový vůz Ford Sapphire. S ním vyhrál první soutěž v britském šampionátu a stal se nejmladším vítězem. Jednou dojel třetí, jednou odstoupil a kvůli finančním problémům musel startovat se starším vozem Ford Escort RS 2000, se kterým vyhrál. Pro britskou RAC rallye 1990 měl zapůjčen vůz Ford Sierra, který měl pohon všech kol. Nakonec s ním dojel i přes velké potíže šestý.

### Subaru
Pro rok 1991 mu David Richards nabídl angažmá v týmu Subaru World Rally Team Prodrive, kde startoval s novými vozy Subaru Legacy RS. Smlouva byla na kompletní britský šampionát a několik startů v mistrovství světa. čtyřikrát vyhrál, dvakrát nedokončil a v posledním závodě dojel třetí, což stačilo na zisk titulu. Na RAC rallye 1991 vedl, ale havaroval. V následujícím roce vyhrál v britském šampionátu šest soutěží. Startoval i ve švédsku, kde dojel druhý. Na Acropolis rallye 1991 dojel čtvrtý, na Novém Zélandu musely pro technickou závadu odstoupit všechny vozy Subaru. Také poprvé startoval na Rally 1000 jezer 1991, kde několikrát havaroval a skončil čtvrtý. Na RAC rallye 1991 dojel čtvrtý, když do něj na přejezdu narazil civilní vůz. Pro další rok se tak stal členem týmu jezdícího mistrovství světa. Ve švédsku dojel třetí, v Portugalsku sedmý, na Safari rally 1992 startoval mimořádně s vozem Subaru Vivio, ale musel odstoupit. Na Korsice dojel pátý, ale na Acropolis rallye 1992 havaroval a musel odstoupit. Pak nebyl nominován na Finsko, ale až na Rallye Nový Zéland 1992, kde poprvé vyhrál. Bylo to první britské vítězství od roku 1976 a první mimo Británii vůbec. V Austrálii dojel šestý. Na britskou rally tým připravil nový vůz Subaru Impreza 555. Musel sice odstoupit, ale byl v mistrovství světa celkově pátý.
Na následující dva roky mu byla prodloužena smlouva a jeho týmovým kolegou se stal Carlos Sainz. V Monte Carlu dojel desátý, Portugalsku musel odstoupit kvůli požáru a na Acropolis rallye 1993 byl diskvalifikován za výměnu okna. V Argentině opět odstoupil a nebyl tak nominován na Finsko. Na Novém Zélandu vyhrál a na San remu dojel pátý. Konečně ale zvítězil na RAC rallye 1993 a celkově skončil v mistrovství světa v rallye 1993 čtvrtý. Další rok chtěl vybojovat titul, ale v Monte Carlu odstoupil po havárii a ve Švédsku po technických problémech. V Portugalsku skončil třetí a na Korsice pátý. Na Zélandu vyhrál a v Austrálii dojel druhý. Ve Španělsku musel po týmové režii nechat Sainze vyhrát. Britskou RAC rallye 1995 ale vyhrál a stal se v roce mistrovství světa v rallye 1995 prvním britským mistrem světa. V dalším roce dojel čtvrtý ve Švédsku, stejně jako na Safari rallye 1996. V Indonésii nedojel, ale na Acropolis rallye 1996 zvítězil. V Argentině a ve Finsku ale odstoupil. V Austrálii skončil čtvrtý, v San remu a Španělsku vyhrál, což znamenalo druhé místo v celkovém pořadí. Na konci sezony vyměnil i spolujezdce. Novým navigátorem se stal Nicky Grist.
V roce mistrovství světa v rallye 1997 měl opět špatný začátek sezony. V Monte Carlu nedojel a ve Švédsku skončil čtvrtý. Na Safari rallye 1997 se mu podařilo ale zvítězit, ale následující soutěž v Portugalsku kvůli technickým problémům s novým vozem opět nedokončil. Ve Španělsku skončil opět čtvrtý, ale podařilo se mu zvítězit na Korsice. Pak přišlo druhé místo v Argentině, kterým se dotáhl na vedoucího Makinena jen na rozdíl čtyř bodů. Na Acropolis rallye 1997, Rallye Nový Zéland 1997, ve Finsku a v Indonésii ale musel odstoupit pro technické problémy. Na Sardinii dojel druhý, ale kvůli penalizaci týmového kolegy se posunul na první místo. V Austrálii a na RAC rallye 1997 zvítězil, ale Makinen se stal o jeden bod mistrem světa. V následujícím roce dojel na Monte Carlu třetí. Ve Švédsku ho ale opět vyřadily technické problémy, které se opakovaly i na Safari rallye 1998. Podařilo se mu ale zvítězit v Portugalsku a na Korsice. V Argentině dojel pátý, ale zvítězil na Acropolis rallye 1998. Na Rallye Nový Zéland 1998 dojel pátý. Mistrovství se přesunulo do Finska, kde Colin podepsal smlouvu s Fordem na příští rok. Ve Finsku ale soutěž nedokončil a v San Remu dojel třetí. V Austrálii dokonce až čtvrtý. Na RAC rallye 1998 musel po poruše odstoupit.

### Ford
Pro rok mistrovství světa v rallye 1999 jej angažoval tým Ford M-Sport a testoval nový Ford Focus WRC. Na Monte Carlu dojel třetí, ale vozy Ford byly nakonec ze soutěže vyloučeny kvůli špatné vodní pumpě. Ve Švédsku ale musel odstoupit. Na safari rallye 1999 ale se zcela novým vozem zvítězil a zopakoval to i v Portugalsku. Ve Španělsku odstoupil a na Korsice dojel čtvrtý. V Argentině opět odstoupil pro technickou závadu, stejně jako na Acropolis rallye 1999, Rallye Nový Zéland 1999, Finsku a v Číně. Na San Remu a v Austrálii havaroval. A havaroval i ve Walesu. Pro rok mistrovství světa v rallye 2000 se jeho týmovým kolegou opět stal Carlos Sainz. V Monte Carlu opět nedokončil, ale ve Švédsku dojel třetí. Na Safari rallye 2000 a v Portugalsku ale odstoupil. Ve Španělsku se mu ale podařilo zvítězit. V Argentině opět odstoupil, ale Acropolis rallye 2000 zvítězil. Na Rallye Nový Zéland 2000 skončil druhý stejně jako ve Finsku a na Kypru. Na Korsice ale těžce havaroval a měl četná zranění. Přesto se objevil už na další soutěži v San remu, kde skončil šestý. V Austrálii odstoupil stejně jako v Británii.
Pro rok 2001 Ford představil třetího jezdce, kterým byl Francois Delecour. V Monte Carlu Colin vedl, ale odstoupil pro technickou závadu. Ve Švédsku trefil sněhovou bariéru a dojel až devátý a v Portugalsku opět odstoupil. další odstoupení následovalo ve Španělsku. V Argentině se mu ale konečně podařilo zvítězit, což zopakoval na následujícím závodě na Kypru i v dalším závodě na Acropolis rallye 2001. Na Safari rallye 2001 havaroval už ve třetí zkoušce, ve Finsku dojel třetí. Na Rallye Nový Zéland 2001 pak skončil dokonce druhý. V San Rremu ale skončil osmý a na Korsice kvůli poruše posilovače až jedenáctý. V Austrálii skončil pátý a vedl šampionát o jediný bod. V Británii havaroval a skončil celkově druhý. V roce mistrovství světa v rallye 2002 na Monte Carlu měl opět technické potíže, ale nakonec dojel čtvrtý. Ve Švédsku kvůli defektu šestý. Zvítězit se mu povedlo až na Acropolis rallye 2002 a Safari rallye 2002. Celkově skončil až čtvrtý.

### Poslední roky kariéry
Pro sezonu mistrovství světa v rallye 2003 se stal členem týmu Citroën Sport. Nejlepším umístěním bylo druhé místo na Rallye Monte Carlo 2003. Jinak se ani jednou nedostal na stupně vítězů. Smlouva mu nebyla prodloužena a pro sezonu mistrovství světa v rallye 2004 neměl žádné angažmá. V roce 2005 startoval jen dvakrát s vozem Škoda Fabia WRC. V Britské rallye se stal prvním jezdcem týmu Škoda Motorsport, který v roce 2005 bodoval v hodnocení jezdců. Na Australské rallye bojoval o druhé místo, 3 rychlostní zkoušky před cílem ale byla u jeho vozu nařízena výměna spojky, která neproběhla do stanoveného časového limitu a tak byl Colin diskvalifikován. Tým Škody ale další rok nepokračoval a tak se McRae objevil jen v Turecku jako náhrada za Sebastiena Loeba. Musel ale odstoupit pro technické problémy. Plánoval účast na Rallye Dakar 2008 v týmu Nissan Motorsport.
V roce 2004 závodil i ve slavném závodě Le Mans, kde skončil na deváté pozici.

## Úmrtí
Dne 15. září 2007 se v čase 16:10 zřítila jeho helikoptéra typu Eurocopter AS 350 jen cca 2 km severně od jeho domu. Helikoptéru v době nehody podle jeho agenta Jeana-Érica Freudigera pilotoval sám Colin. Z posádky, kterou tvořili Colin, jeho pětiletý syn Johnny, rodinný přítel Graeme Duncan a šestiletý Johnnyho kamarád Ben Porcelli, nepřežil nikdo.